# Mbashe
Le Mbashe est un fleuve de l'Afrique du Sud situé dans la province du Cap-Oriental. 

## Géographie
Il prend sa source  dans le massif montagneux de Drakensberg, puis s'écoule vers l'est avec de nombreux méandres et se jette dans l'océan Indien, après environ 200 km. Ses affluents principaux sont les rivières Xuka, Mgwali, Dutywa et Mnyolo.

## Histoire
C'est sur ses rives orientales dans le village de Mvezo, qu'est né 1918, Nelson Mandela, président de l’Afrique du Sud de 1994 à 1999, figure historique de la lutte contre l’apartheid.